# Кориел (окръг, Тексас)
Окръг Кориел (на английски: Coryell County) е окръг в щата Тексас, Съединени американски щати. Площта му е 2738 km², а населението - 74 978 души (2000). Административен център е град Гейтсвил.